# Hydroptila phileos
Hydroptila phileos is een fossiele soort schietmot uit de familie Hydroptilidae.